# Heineken (piwo)

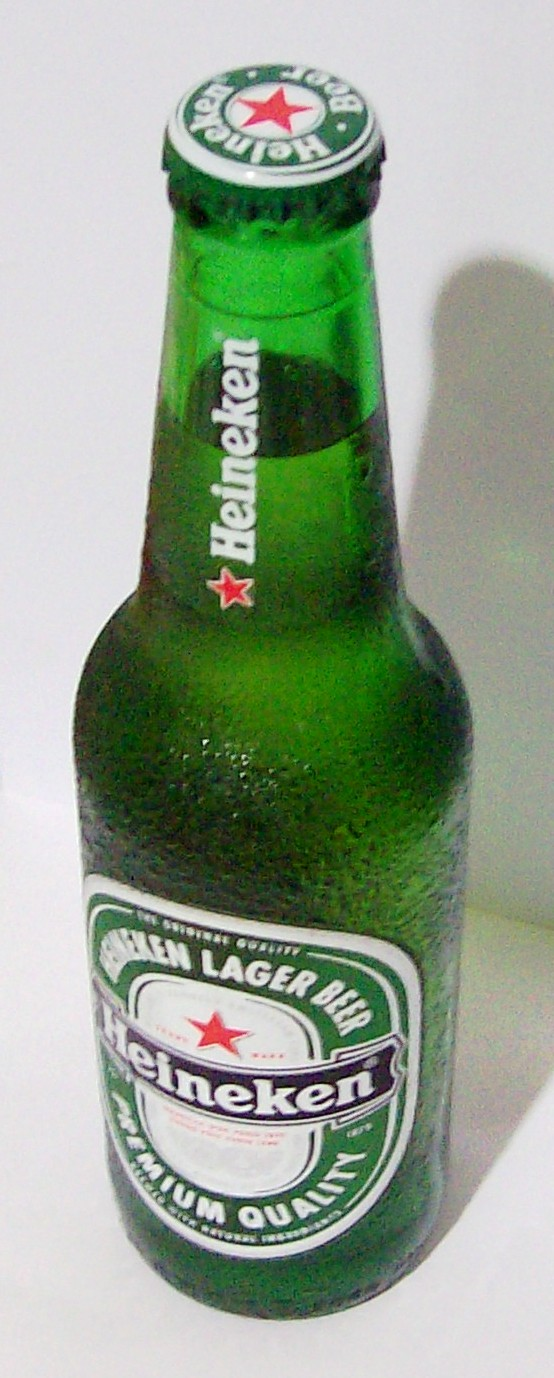

Heineken – marka piwa warzonego od 1873 r. przez browar Heineken z Holandii oraz na licencji przez browary należące do Grupy Heineken w kilkudziesięciu państwach. W Polsce są to będące własnością Grupy Żywiec zakłady piwowarskie w Żywcu, Elblągu i Warce.

## Charakterystyka
Heineken jest najsłynniejszą marką holenderskiej grupy. Piwo ma bladożółtą barwę (7 EBC) oraz "lekki, nieskomplikowany smak", cechuje je „duża stabilność i swoista szlachetna subtelność”. Warzone jest z brzeczki o ekstrakcie 11,4%, zawiera 5% alkoholu i 23 jednostki goryczy IBU.
Na początku lat dziewięćdziesiątych XX wieku browar zaprzestał wytwarzania piwa z udziałem kukurydzy jako zamiennika słodu i ponownie zaczął warzyć piwo jedynie ze słodów jęczmiennych z domieszką pszenicznego.
Nad zachowaniem identycznego smaku piwa we wszystkich filiach grupy czuwa Heineken Technisch Beheer (HTB) – centrum zarządzania jakością, które nadzoruje proces produkcji. Od lipca 2001 roku Heineken warzony jest w browarze w Żywcu, a od 2008 również w browarze w Warce. Dostępny jest w butelkach 0,33 l, 0,5 l oraz 0,65 l, puszkach 0,5 l oraz kegach 20 l i 30 l. Marka słynie z innowacyjnych rozwiązań, m.in. 5-litrowej beczki DraughtKeg z systemem ciśnienia, dzięki któremu piwo zachowuje świeżość 30 dni po otwarciu. Innym autorskim patentem Heinekena jest system Extra Cold pozwalający serwować piwo o znacznie obniżonej temperaturze.

## Wyróżnienia i nagrody
Etykieta piwa informuje o czterech najważniejszych nagrodach, jakie otrzymał Heineken:
- Medaille d’Or (Złoty Medal) w Paryżu w 1875 r.
- Diplome d'Honneur (Dyplom Honorowy) na Międzynarodowej Wystawie Kolonialnej w Amsterdamie w 1883 r.
- Grand Prix (Główna Nagroda) na Wystawie Światowej w Paryżu w 1889 r.
- Hors Concours Membre du Jury w Paryżu w 1900 r.

## Sponsoring
Pod patronatem i przy finansowym wsparciu Heinekena odbywają się m.in.
- rozgrywki piłkarskie Ligi Mistrzów UEFA,
- Mistrzostwa Świata Formuły 1 (od 2016 roku),
- Puchar świata w rugby,
- turniej tenisowy Heineken Open w Nowej Zelandii,
- zawody żeglarskie Heineken Regatta na Karaibach,
- festiwale muzyczne: Benicassim (Hiszpania), Oxegen (Irlandia), Balaton Sound (Węgry), Jammin’ (Włochy) JazzFest (Portoryko), cykl imprez Red Star Soul (USA) oraz wiele innych wydarzeń.

Od 2003 do 2013 roku Heineken sponsorował Open’er Festival w Gdyni, wcześniej pod patronatem marki odbywały się m.in. imprezy z cyklu Heineken Music Thirst i Greenzone.